# Suzie McNeil
Susan Jane McNeil, detta Suzie (Mississauga, 15 ottobre 1976), è una cantante canadese.

## Biografia
Suzie McNeil è salita alla ribalta nel 2005 con la sua partecipazione al talent show Rock Star: INXS, dove è finita 4ª. Nel 2006 ha lavorato come corista per Pink nella sua tournée nordamericana.
Nel 2007 è uscito il suo album di debutto Broken & Beautiful su etichetta discografica Universal Music Canada. Due dei singoli dell'album sono entrati nella Billboard Canadian Hot 100: il singolo apripista Hung Up, al 55º posto, e Believe, alla 61ª posizione. Il disco ha fruttato alla cantante una candidatura per il miglior artista esordiente ai Juno Awards 2008, il principale riconoscimento musicale canadese.
Il secondo album di Suzie McNeil, Rock-n-Roller, è uscito nell'autunno del 2008. Uno dei singoli, Supergirl, è diventato il suo maggior successo commerciale: ha infatti raggiunto la 26ª posizione della classifica canadese, rimanendo in top 100 per cinque mesi.

## Discografia

### Album in studio
- 2007 – Broken & Beautiful
- 2008 – Rock-n-Roller
- 2012 – Dear Love

### EP
- 2010 – Live Acoustic
- 2012 – This Is Christmas

### Singoli
- 2007 – Hung Up
- 2007 – Believe
- 2007 – Broken & Beautiful
- 2008 – Lonely (Are You Coming Home?)
- 2008 – Let's Go
- 2009 – Supergirl
- 2009 – Help Me Out
- 2011 – Drama Queen
- 2011 – Merry Go Round
- 2012 – Tough Love
- 2012 – Love Can't Save Us Now (feat. Faber Drive)
- 2015 – The Best Is Yet to Come
- 2017 – Christmas Came Early
- 2019 – Wherever We Go